# Долли Голден
Долли Голден (англ. Dolly Golden), настоящее имя Самия Бузитун (фр. Samya Bouzitoune, родилась 28 августа 1973 в Анси, Верхняя Савойя, Франция) — французская порноактриса, обладательница премии Hot d’Or. За период с 1995 (по другим источникам, с 1996) до 2001 года сыграла главные роли в более чем 130 фильмах.

## Карьера
После окончания учебы (с углублённым изучением иностранных языков) с 1991 по 1993 год изучала внешнюю торговлю в Институте Universitaire de Technology в Анси-ле-Вье и получила степень, сравнимую со степенью бакалавра).
Получила премию в номинации «лучшая европейская старлетка» в Брюсселе в 1997 году. Снималась в постановках в Германии, Италии, Голландии, Испании и США, где ей заинтересовались СМИ, и она приняла участие в нескольких телевизионных шоу.
Снималась для многих статей и обложек журналов для взрослых. Увлеченная танцами, исполняла эротические танцевальные шоу на французских дискотеках. Снялась в нескольких видеоклипах.
Была «крёстной матерью» выставки Paris Hot Vidéo Exhibition, проходившей в феврале 2000 года. Была номинирована около 50 раз на различных церемониях награждения по всему миру, включая Берлин, Милан, Барселону и Лас-Вегас. В Каннах в 1999 году получила премию Hot d’Or как лучшая европейская актриса второго плана за фильм «Croupe du Monde 98». В 2000 году вновь получила премию Hot d’Or как лучшая французская актриса за «Les Tontons Tringleurs».
В 2000 году вместе со своим компаньоном порноактёром Марком Барроу (Marc Barrow) Долли Голден продюсирует и режиссирует свой первый кинофильм для американской компании. Голден больше не снимается в фильмах для взрослых и занимается пиаром Dorcel Films.
С 1993 года замужем за Марком Барроу. Описывает Le point Q с Кристофом Кларком как любимый фильм в своей карьере.

## Фильмография
- 1998: Four Fucking Daughters (фр. 4 filles de leur père)
- 1998: Wild 'n' Wet (фр. La fièvre au corps)
- 1999: Con-job
- 1999: Drop Dead, Gorgeous
- 1999: Promotions Company 1623: Dolly
- 1999: Serenity In Denim
- 1999: Striscia… la Coscia
- 2000: Dolly And The Anal Whores
- 2000: Pussyman’s Decadent Divas 6 & 9
- 2005 г.: L’Ex-femme de ma vie, режиссер Жозиан Баласко

## Награды
- European X Award 1997: лучшая европейская актриса
- Hot d'Or 1999: лучшая актриса второго плана (в фильме Croupe du Monde 98)
- Hot d’Or 2000: лучшая французская актриса